# Јури Исаков
Јуриј Борисович Исаков (рус. Юрии Борисович Исаков; Свердловск СССР 30. децембар 1949 ← Јекатеринбург, Русија 29. септембар 2013) бивши је совјетски атлетски репрезентативац у скоку мотком, учесник Олимпијских игара, освајач медаља на европским првенствима на отвореном и у дворани и универзијади. Такмичио се у периоду од краја 1960 — 1860-ух година прошлог века, пре почетка појаве совјетски скакача светске класе као пто су били Константин Волков и [Сергеј Бубка]ј. Био је чкан Спортског друштва Свердловск из истоименог града. 

## Спортска биографија
Јуриј Исаков био је врхунски совјетски скакач мотком 1970-их година, пре појаве совјетских скакача светске класе као што су Константин Волков и Сергеј Бубка 1980-их. Током каријере, Исаков се такмичио на Олимпијским играма 1976, три европска првенства на отвореном (1969, 1971, 1973) и шест европских првенстава у дворани (1969, 1971-72, 1974-1976).
Исаковљев једини олимпијски наступ 1976. године није био успешан, остао је без пласма јер је 3 пута обарао летвицу на квалификацијској норми од 5.10 метара. Исаков је завршио без бодова и на Европским првенствима 1969. у Атини.
На великим меđународним такмиčењима Исаков је четири пута освајао медаље: златну Европске јуниорске игре 1968. , сребрну Летњој универзијади 1973. и две бронзане на Европском првенству на отвореном 1974. у Риму  и Европском првренству у дворани 1971. у Софији. 
Остали његови пласмани на главним међународним турнирима били су четврти на Европским дворанским првенствима 1969. и 1972. године, пети на Европском првенству у дворани 1975, седми на Европском првенству 1971. и девети на Европском првенству у дворани 1974. године.
Освојио је пехар на Европском купу 1973. године.
На националним првенствима СССР освојио је две титуле совјетског ппрвака (1969, 1973) и пет пута је био другопласирани (1970, 1972, 1974-1976).
Такмичарски део спортске карије Исаков је завршио 1980. године, а касније је радио као спортски радник у Спортском друштви Свердловск. Био је председник клуба од 1989. до 1994. године, а од 1995. до своје смрти 2013. године био је на разним водећим позицијама у спортском друштву.